# PGT PLO Series

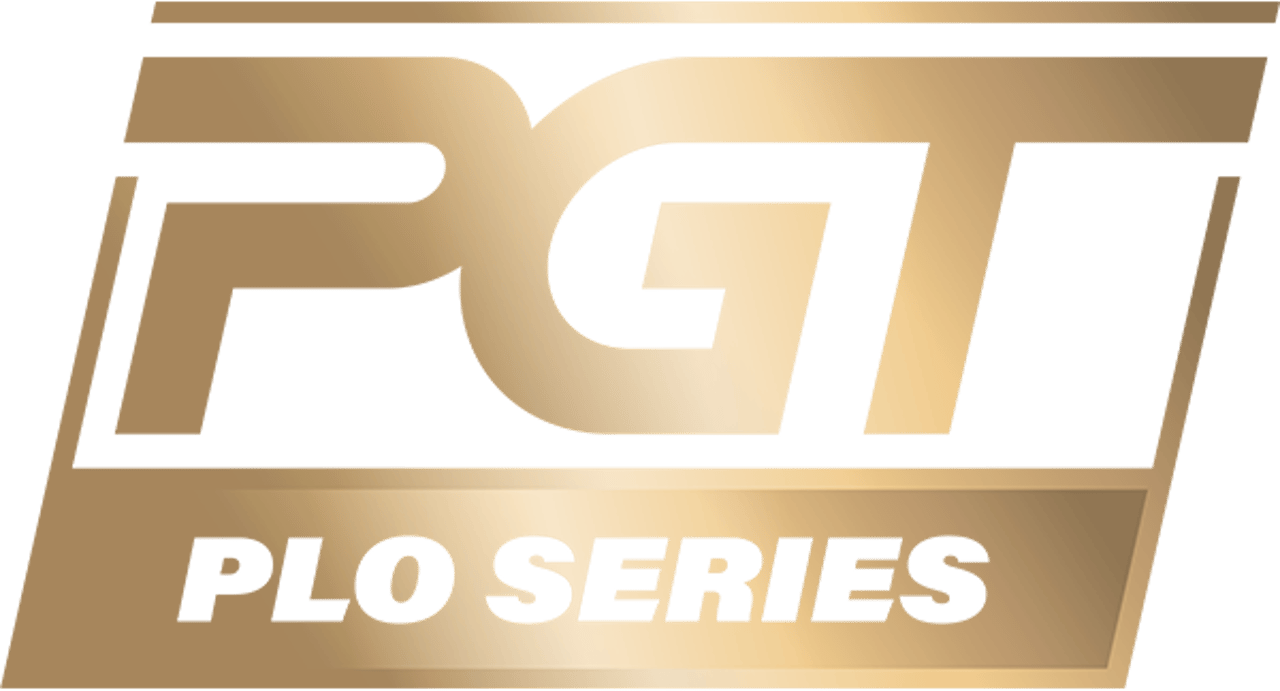
Logo der PGT PLO Series

Die PGT PLO Series ist eine Pokerturnierserie, die seit 2023 unregelmäßig im PokerGO Studio im Aria Resort & Casino in Paradise am Las Vegas Strip ausgespielt wird. Die gespielten Turniere werden in der Variante Pot Limit Omaha ausgetragen und von Poker Central veranstaltet.

## Struktur

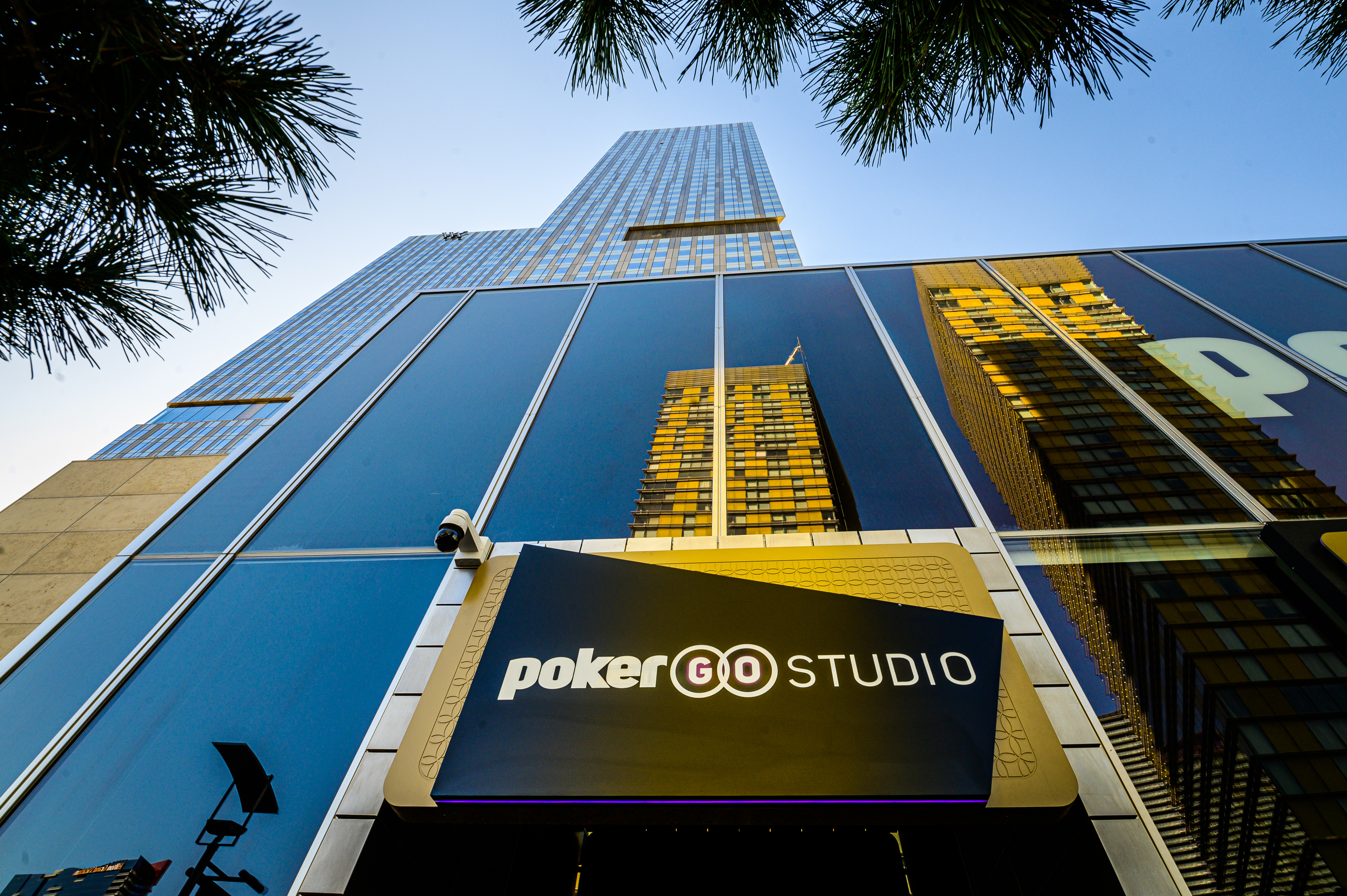
Das PokerGO Studio im Aria Resort & Casino (2019)

Bei den Turnieren wird die Variante Pot Limit Omaha gespielt. Aufgrund der Buy-ins von mindestens 2000 US-Dollar sind bei den Turnieren lediglich die weltbesten Pokerspieler sowie reiche Geschäftsmänner anzutreffen. Der erfolgreichste Spieler einer Austragung gewinnt eine Trophäe und erhält eine zusätzliche Prämie von 25.000 US-Dollar. Die Turnierserie ist jeweils Teil der PokerGO Tour, zu der zahlreiche über das Kalenderjahr gespielte hochdotierte Events zählen.

## Bisherige Austragungen
| # | Zusatz | Beginn        | Turniere | Erfolgreichster Spieler | Erfolgreichster Spieler | Erfolgreichster Spieler | Erfolgreichster Spieler | Erfolgreichster Spieler |
| # | Zusatz | Beginn        | Turniere | Spieler                 | Herkunft                | Preisgeld (in $)        | Cashes                  | Siege                   |
| - | ------ | ------------- | -------- | ----------------------- | ----------------------- | ----------------------- | ----------------------- | ----------------------- |
| 1 | I      | 11. März 2023 | 09       | Lautaro Guerra          | Spanien                 | 967.150                 | 3                       | 3                       |
| 2 | II     | 19. Okt. 2023 | 10       |                         |                         |                         |                         |                         |